# 中国驻津巴布韦大使馆
中华人民共和国驻津巴布韦共和国大使馆（英語：Embassy of the People's Republic of China in the Republic of Zimbabwe），简称中国驻津巴布韦大使馆，是中华人民共和国驻津巴布韦的外交代表机构。驻津巴布韦大使馆曾兼辖对尚未建交国马拉维的相关事务。

## 机构设置
中国驻津巴布韦大使馆设置下列机构：
- 政治处
- 经商处
- 武官处
- 办公室